# Anytime You Need
Anytime You Need – singel ormiańskiego wokalisty Hayko napisany przez samego artystę we współpracy z Karenem Kawalerjanem, wydany w 2007 roku.
W lutym 2007 roku utwór wygrał ormiańskie eliminacje do 52. Konkursu Piosenki Eurowizji. Dzięki wysokiemu miejscu zajętemu przez André'a podczas konkursu organizowanego rok wcześniej, Hayko nie musiał brać udziału w półfinale imprezy, mając zapewniony udział w stawce finałowej. W sobotnim finale, który odbył się 12 maja, reprezentant Armenii zaśpiewał swój utwór jako przedostatni, 23. uczestnik i zdobył w sumie 138 punktów, zajmując ósme miejsce w końcowej klasyfikacji. Podczas występu wokaliście towarzyszył chórek w składzie: Tigran Petrosjan, Ara Torosjan i Goga.